# Scoloplos difficilis
Scoloplos difficilis är en ringmaskart som beskrevs av Francis Day 1977. Scoloplos difficilis ingår i släktet Scoloplos och familjen Orbiniidae. Inga underarter finns listade i Catalogue of Life.